# CMT Music Awards
Les CMT Music Awards, créés en 1967 par la Country Music Television (CMT) est une cérémonie de remise de prix concernant l'industrie de la musique country. Elle a lieu tous les ans à Nashville, dans le Tennessee et récompenses les prestations des artistes country à travers leurs clips et performances télévisées. Les gagnants sont élus par le public via le site web de la chaîne de télévision.

## Histoire
Le plus ancien des prix de musique de MTV, il a commencé en 1967 sous le nom de Music City News Awards, présenté chaque année par un journal spécialisé du secteur à Nashville. En 1988, The Nashville Network (TNN), propriété d’Edward Gaylord, a lancé une émission récompensée par les fans, baptisée les Viewers 'Choice Awards, destinée à aider le réseau à célébrer son cinquième anniversaire. En 1990, les deux émissions récompensées ont fusionné pour devenir les TNN / Music City News Country Awards.
Après la publication du journal commercial après l'édition de 1999, Country Weekly est devenu le sponsor principal de la cérémonie de remise des prix en 2000. MTV a acquis les récompenses, ainsi que TNN / CMT, en 2000. MTV Networks a ensuite transféré les récompenses au réseau sœur CMT. L’émission de 2001 diffusée simultanément sur les deux réseaux portait le nom de TNN / CMT Country Weekly Music Awards. À mesure que MTV augmentait sa présence, Country Weekly a mis fin à sa brève association avec la production. Au cours de cette période, les téléspectateurs ont voté pour les nommés par téléphone ou par courrier dans des catégories traditionnelles telles que L'artiste de l'année, Artiste masculin / féminin de l'année, Chanson de l'année, etc. La plupart des catégories reflétaient celles CMA Awards et ACM Awards, sauf que tous les prix ont été votés par les téléspectateurs.
La cérémonie est établie en 2002 sous le nom CMT Flameworthy Video Music Awards, inventé par le vice-président du développement des programmes Kaye Zusmann. Modelée d'après MTV Video Music Awards, la cérémonie inclut des récompenses pour des catégories moins traditionnelles accentuant les vidéos particulièrement drôles, sexy, ou patriotiques.
Les CMT Music Awards se sont également différenciée des CMA Awards et ACM Awards par la participation d'interprètes de bluegrass comme Alison Krauss et Earl Scruggs.
En 2004, le Johnny Cash Visionary Award est présenté pour honorer l'innovation et la création musicale. Reba McEntire est la première à recevoir cette récompense,.
Le nom de la cérémonie est changé pour CMT Music Awards en 2005, bien que le contenu soit resté le même que les années précédentes.
En 2007, le Wide Open Country Video Award est ajouté pour reconnaitre la musique non diffusée en radio. La chanson Love You de Jack Ingram est la première récompensée de ce titre.

## Principales récompenses
| Année | Vidéo de l'année                                                     | Vidéo de l'artiste masculin de l'année                               | Vidéo de l'artiste féminine de l'année               | USA Weekend Vidéo Breakthrough de l'année |
| ----- | -------------------------------------------------------------------- | -------------------------------------------------------------------- | ---------------------------------------------------- | ----------------------------------------- |
| 2002  | Kenny Chesney – Young                                                | Kenny Chesney – Young                                                | Martina McBride – Blessed                            | Chris Cagle – I Breathe In, I Breathe Out |
| 2003  | Toby Keith – Courtesy of the Red, White, & Blue (The Angry American) | Toby Keith – Courtesy of the Red, White, & Blue (The Angry American) | Martina McBride – Concrete Angel                     | Joe Nichols – Brokenheartsville           |
| 2004  | Toby Keith – American Soldier                                        | Kenny Chesney – There Goes My Life                                   | Shania Twain – Forever and for Always                | Dierks Bentley – What Was I Thinkin'      |
| 2005  | Keith Urban – Days Go By                                             | Kenny Chesney – I Go Back                                            | Gretchen Wilson – When I Think About Cheatin'        | Gretchen Wilson – Redneck Woman           |
| 2006  | Keith Urban – Better Life                                            | Kenny Chesney – Who You'd Be Today                                   | Carrie Underwood – Jesus, Take the Wheel             | Carrie Underwood – Jesus, Take the Wheel  |
| 2007  | Carrie Underwood – Before He Cheats                                  | Kenny Chesney – You Save Me                                          | Carrie Underwood – Before He Cheats                  | Taylor Swift – Tim McGraw                 |
| 2008  | Taylor Swift – Our Song                                              | Trace Adkins – I Got My Game On                                      | Taylor Swift – Our Song                              | Kellie Pickler – I Wonder                 |
| 2009  | Taylor Swift – Love Story                                            | Brad Paisley – Waitin' on a Woman                                    | Taylor Swift – Love Story                            | Zac Brown Band – Chicken Fried            |
| 2010  | Carrie Underwood – Cowboy Casanova                                   | Keith Urban – 'Til Summer Comes Around                               | Miranda Lambert – White Liar                         | Luke Bryan – Do I                         |
| 2011  | Taylor Swift – Mine                                                  | Blake Shelton – Who Are You When I'm Not Looking                     | Miranda Lambert – The House That Built Me            | The Band Perry – If I Die Young           |
| 2012  | Carrie Underwood – Good Girl                                         | Luke Bryan – I Don't Want This Night to End                          | Miranda Lambert – Over You                           | Scotty McCreery – The Trouble With Girls  |
| 2013  | Carrie Underwood – Blown Away                                        | Blake Shelton – Sure Be Cool If You Did                              | Miranda Lambert – Mama's Broken Heart                | Florida Georgia Line – Cruise             |
| 2014  | Carrie Underwood – See You Again                                     | Blake Shelton – Doin' What She Likes                                 | Miranda Lambert – Automatic                          | Cassadee Pope – Wasting All These Tears   |
| 2015  | Carrie Underwood – Something in the Water                            | Luke Bryan – Play It Again                                           | Carrie Underwood – Something in the Water            | Sam Hunt – Leave the Night On             |
| 2016  | Tim McGraw – Humble and Kind                                         | Thomas Rhett – Die a Happy Man                                       | Carrie Underwood – Smoke Break                       | Chris Stapleton – Fire Away               |
| 2017  | Keith Urban – Blue Ain't Your Color                                  | Keith Urban – Blue Ain't Your Color                                  | Carrie Underwood – Church Bells                      | Lauren Alaina – Road Less Traveled        |
| 2018  | Blake Shelton - I'll Name the Dogs                                   | Blake Shelton - I'll Name the Dogs                                   | Carrie Underwood - The Champion (featuring Ludacris) | Carly Pearce (en) - Every Little Thing    |

## Récompenses par années
2011
Les CMT Music Awards 2011 ont eu lieu le 8 juin 2010, au Bridgestone Arena. La cérémonie fut présentée par Kid Rock.
- Vidéo de l'année : Taylor Swift – Mine
- Vidéo du duo de l'année : Sugarland – Stuck Like Glue
- Vidéo du groupe de l'année : Lady Antebellum – Hello World
- Vidéo de l'artiste masculin de l'année : Blake Shelton – Who Are You When I'm Not Looking
- Vidéo de l'artiste féminine de l'année : Miranda Lambert – The House That Built Me
- Vidéo collaborative de l'année : Justin Bieber feat. Rascal Flatts - That Should Be Me
- Performance de l'année : Jimmy Buffett feat. Zac Brown Band - Margaritaville de l'émission CMT Crossroads
- USA Weekend Breakthrough Video de l'année : The Band Perry - If I Die Young
- Réalisateur de clip vidéo de l'année : Trey Fanjoy
- Nationwide is On Your Side Award : The Band Perry

2010
Les CMT Music Awards 2010 ont eu lieu le 9 juin 2010, au Bridgestone Arena. La cérémonie fut présentée par Kid Rock. Le design de la récompense a été changé cette année.
- Vidéo de l'année : Carrie Underwood – Cowboy Casanova
- Vidéo du duo de l'année : Brooks & Dunn – Indian Summer
- Vidéo du groupe de l'année : Lady Antebellum – Need You Now
- Vidéo de l'artiste masculin de l'année : Keith Urban –  'Til Summer Comes Around
- Vidéo de l'artiste féminine de l'année : Miranda Lambert – White Liar
- Vidéo collaborative de l'année : Blake Shelton feat Trace Adkins – Hillbilly Bone
- Performance de l'année : Carrie Underwood – Temporary Home pour CMT Invitation Only
- USA Weekend Breakthrough Video de l'année : Luke Bryan – Do I
- Réalisateur de clip vidéo de l'année : Shaun Silva
- Nationwide is On Your Side Award : Chris Young

2009
Les CMT Music Awards 2009 eurent lieu le 16 juin 2009, au Sommet Center. La cérémonie fut présentée par Bill Engvall.
- Taylor Swift – Love Story
- Vidéo du duo de l'année : Sugarland – All I Want to Do
- Vidéo de l'artiste masculin de l'année : Brad Paisley – Waitin' on a Woman
- Wide Open Country Video de l'année : Kid Rock – All Summer Long
- Vidéo collaborative de l'année : Brad Paisley et Keith Urban – Start a Band
- Vidéo de l'artiste féminine de l'année : Taylor Swift – Love Story
- Performance de l'année : Alan Jackson, George Strait, Brad Paisley et Dierks Bentley – Country Boy
- Réalisateur de clip vidéo de l'année : Trey Fanjoy
- USA Weekend Breakthrough Video de l'année : Zac Brown Band – Chicken Fried
- Vidéo de groupe de l'année : Rascal Flatts – Every Day
- Nationwide is on Your Side Award : Gloriana

2008
Les CMT Music Awards 2008 eurent lieu le 14 avril 2008, au Curb Event Center de l'université Belmont. La cérémonie fut présentée par Billy Ray Cyrus et Miley Cyrus qui interprétèrent Ready, Set, Don't Go.
- Vidéo de l'année : Taylor Swift – Our Song
- Vidéo du duo de l'année : Sugarland – Stay
- Vidéo de l'artiste masculin de l'année : Trace Adkins – I Got My Game On
- Wide Open Country Video of the Year : Alison Krauss et Robert Plant – Gone, Gone, Gone (Done Moved On)
- Collaborative Video of the Year : Bon Jovi featuring LeAnn Rimes – Till We Ain't Strangers Anymore
- Female Video of the Year : Taylor Swift – Our Song
- Performance de l'année : Kellie Pickler – I Wonder au Country Music Association Awards (ABC)
- Comedy Video de l'année : Brad Paisley – Online
- Tearjerker Video of the Year : Kellie Pickler – I Wonder
- Supporting Character de l'année : Rodney Carrington – I Got My Game On
- Réalisateur de clip vidéo de l'année : Michael Salomon
- USA Weekend Breakthrough Video de l'année : Kellie Pickler – I Wonder
- Vidéo de groupe de l'année : Rascal Flatts – Take Me There

2007
Les CMT Music Awards 2007 eurent lieu le 16 avril 2007, au Curb Event Center de l'université Belmont. La cérémonie fut présentée par Jeff Foxworthy.
- Carrie Underwood – Before He Cheats
- Vidéo de groupe de l'année : Rascal Flatts – What Hurts the Most
- Vidéo de l'artiste masculin de l'année : Kenny Chesney – You Save Me
- Wide Open Country Video de l'année : Jack Ingram – Love You
- Johnny Cash Visionary Award : Kris Kristofferson
- Vidéo de l'artiste féminine de l'année : Carrie Underwood – Before He Cheats
- Réalisateur de clip vidéo de l'année : Roman White – Carrie Underwood – Before He Cheats
- Vidéo du duo de l'année : Sugarland – Want To
- Breakthrough Video of the Year : Taylor Swift – Tim McGraw

2006
Les CMT Music Awards 2006 eurent lieu le 10 avril 2006, au Curb Event Center de l'université Belmont. La cérémonie fut présentée par Jeff Foxworthy.
- Keith Urban – Better Life
- Vidéo la plus inspirée de l'année : Brad Paisley et Dolly Parton – When I Get Where I'm Going
- Vidéo de l'artiste masculin de l'année : Kenny Chesney – Who You'd Be Today
- Vidéo de l'artiste féminine de l'année : Carrie Underwood – Jesus, Take the Wheel
- Johnny Cash Visionary Award : Hank Williams, Jr.
- Vidéo de groupe/duo de l'année : Rascal Flatts – Skin (Sarabeth)
- Réalisateur de clip vidéo de l'année : Sophie Muller – Faith Hill et Tim McGraw – Like We Never Loved at All
- Vidéo collaborative de l'année : Bon Jovi et Jennifer Nettles – Who Says You Can't Go Home
- Vidéo sexy de l'année : Billy Currington – Must Be Doin' Somethin' Right
- Breakthrough Video de l'année : Carrie Underwood – Jesus, Take the Wheel

2005
Les CMT Music Awards 2005 eurent lieu le 11 avril 2005, au Gaylord Entertainment Center de Nashville. La cérémonie fut présentée par Jeff Foxworthy.
- Keith Urban – Days Go By
- Vidéo de l'artiste masculin de l'année : Kenny Chesney – I Go Back
- Johnny Cash Visionary Award : Loretta Lynn
- Vidéo de groupe/duo de l'année : Rascal Flatts – Feels Like Today
- Vidéo de l'artiste féminine de l'année : Gretchen Wilson – When I Think About Cheatin
- Réalisateur de clip vidéo de l'année : Rick Schroder – Brad Paisley et Alison Krauss – Whiskey Lullaby
- Vidéo collaborative de l'année : Brad Paisley et Alison Krauss – Whiskey Lullaby
- Hottest Video of the Year : Toby Keith – Whiskey Girl
- Most Inspiring Video of the Year : Tim McGraw – Live Like You Were Dying
- Breakthrough Video de l'année : Gretchen Wilson – Redneck Woman

2004
Les CMT Music Awards 2004 eurent lieu le 21 avril 2004, au Gaylord Entertainment Center de Nashville. La cérémonie fut présentée par Dolly Parton.
- Vidéo de l'année : Toby Keith – American Soldier
- Vidéo de l'artiste masculin de l'année : Kenny Chesney – There Goes My Life
- Johnny Cash Visionary Award : Reba McEntire
- Vidéo de groupe/duo de l'année : Rascal Flatts – I Melt
- Vidéo de l'artiste féminine de l'année : Shania Twain – Forever and for Always
- Réalisateur de clip vidéo de l'année : Michael Salomon – Toby Keith and Willie Nelson – Beer for My Horses
- Vidéo collaborative de l'année : Toby Keith et Willie Nelson – Beer for My Horses
- Vidéo la plus sexy de l'année : Kenny Chesney – No Shoes, No Shirt, No Problems
- Cameo de l'année : Casting de Celebrity – Jason Alexander, Jim Belushi, Little Jimmy Dickens, Trista Rehn, William Shatner, Brad Paisley - Celebrity
- Breakthrough Video de l'année : Dierks Bentley – What Was I Thinkin

2003
Les CMT Music Awards 2003 eurent lieu le 7 avril 2003, au Gaylord Entertainment Center de Nashville. La cérémonie fut présentée par Toby Keith et Pamela Anderson.
- Vidéo de l'année : Toby Keith – Courtesy of the Red, White and Blue (The Angry American)
- Vidéo de l'artiste masculin de l'année : Toby Keith – Courtesy of the Red, White and Blue (The Angry American)
- Special Achievement Award : Johnny Cash
- Vidéo de groupe/duo de l'année : Rascal Flatts – These Days
- Vidéo de l'artiste féminine de l'année : Martina McBride – Concrete Angel
- Réalisateur de clip vidéo de l'année : Deaton Flanigen – Martina McBride – Concrete Angel
- Cocky Video de l'année : Toby Keith – Courtesy of the Red, White and Blue (The Angry American)
- Concept Video de l'année : Shania Twain – I'm Gonna Getcha Good!
- Fashion Plate Video de l'année : Tim McGraw – She's My Kind of Rain
- Vidéo la plus sexy d'une artiste féminine de l'année : Faith Hill – When the Lights Go Down
- Vidéo la plus sexy d'un artiste masculin de l'année : Tim McGraw – She's My Kind of Rain
- Breakthrough Video de l'année : Joe Nichols – Brokenheartsville

2002
Les CMT Music Awards 2002 eurent lieu le 12 juin 2002, au Gaylord Entertainment Center de Nashville. La cérémonie fut présentée par Kathy Najimy.
- Video Visionary Award : Dixie Chicks
- Vidéo de l'année : Kenny Chesney – Young
- Vidéo de l'artiste masculin de l'année : Kenny Chesney – Young
- Vidéo de l'artiste féminine de l'année : Martina McBride – Blessed
- Vidéo de groupe/duo de l'année : Brooks & Dunn – Only in America
- Concept Video de l'année: Brad Paisley – I'm Gonna Miss Her (The Fishin' Song)
- Breakthrough Video de l'année : Chris Cagle – I Breathe In, I Breathe Out
- Vidéo la plus sexy de l'année : Tim McGraw – The Cowboy in Me
- Fashion Plate Video de l'année : Chely Wright – Jezebel
- LOL (Laugh Out Loud) Video de l'année : Toby Keith – I Wanna Talk About Me
- Love Your Country Video de l'année : Alan Jackson – Where Were You (When the World Stopped Turning)
- Vidéo collaborative de l'année : Willie Nelson et Lee Ann Womack – Mendocino County Line
- Réalisateur de clip vidéo de l'année : Michael Salomon – Toby Keith – I Wanna Talk About Me